# Sialang (Padang Bolak Julu)
Sialang is een bestuurslaag in het regentschap Padang Lawas Utara van de provincie Noord-Sumatra, Indonesië. Sialang telt 223 inwoners (volkstelling 2010).